# Wim ter Burg
Willem „Wim“ ter Burg (* 10. April 1914 in Utrecht (Niederlande); † 17. September 1995 in Maarn (Niederlande)) war ein niederländischer Komponist, Kirchenmusiker, Chordirigent und Musikpädagoge.

## Leben
Wim ter Burg erhielt eine breite musikalische Ausbildung. Er studierte Schulmusik, Orgel, Chorleitung und Flöte. 1937 beendete er sein Studium mit staatlichen Diplomen in Orgel und Chorleitung.
Der Vielfalt seiner Ausbildung entsprechen seine verschiedenen Tätigkeiten: Von 1935 bis 1952 war er als Organist und Chorleiter an unterschiedlichen Orten tätig. 1952 ging er nach Amsterdam und arbeitete dort als Gymnasiallehrer und in der Leitung der Volksmusikschule. Von 1958 bis 1960 war ter Burg Leiter der pädagogischen Abteilung des Konservatoriums von Brabant in Tilburg. Seit Anfang der 1960er Jahre widmete er sich als Musiktherapeut mehrfachbehinderten Kindern. Seit 1962 arbeitete er in einer hierfür spezialisierten Einrichtung in Doorn (Utrechtse Heuvelrug), wo er auch nach seiner Pensionierung bis zu seinem Tod tätig war.
Wim ter Burg war zweimal verheiratet und hatte sieben Kinder, darunter den niederländischen Schnittmeister Job ter Burg.
Gemeinsam mit der Textdichterin Hanna Lam (1928–1988) verfasste er Bibellieder für die Jugend und gab mit ihr eine vierbändige Sammlung unter dem Titel Alles wordt nieuw heraus. Aber schon in den 1950er Jahren schrieb er Melodien zu neuen Kirchenliedern, die in verschiedenen Gesangbüchern der niederländischen reformierten wie katholischen Kirche Eingang fanden. Seine Arbeit als Musikpädagoge und Musiktherapeut fand ihren Niederschlag in der Produktion verschiedener Rundfunksendungen sowie in der Veröffentlichung zahlreicher Aufsätze.

## Bekannte Werke
- Abraham, Abraham, verlass dein Land (Abraham, Abraham, verlaat je land; 1968, Text von Hanna Lam, übersetzt von Diethard Zils unter anderem im Evangelischen Gesangbuch Nr. 311 und im Gesangbuch der Evangelisch-methodistischen Kirche Nr. 430)
- Lasst die Kinder zu mir kommen (Evangelisches Gesangbuch/Regionalteil Rheinland, Westfalen, Lippe und Reformierte Kirche (Nr. 606) sowie Regionalteil Österreich (Nr. 608))
- Wie der Herr vor Zeiten mit den Jüngern saß (Alle mensen luistert; 1966/1975, Text von Simon Jelsma, deutsch von Gerhard Valentin, Evangelisches Gesangbuch/Regionalteil Nordelbien (Nr. 572))
- Alle Menschen höret (Alle mensen luistert; 1966, Text von Simon Jelsma, deutsch von Sigisbert Kraft, Gotteslob in verschiedenen Diözesan-Anhängen)
- Einfach zu hören, was Gott in dir spricht (Text: Diethard Zils)
- Menschen im Dunkel (Text: Diethard Zils)
- Meer met muziek, 1985